# Pixel Mania
Kraina Gier Retro Pixel-Mania – interaktywne muzeum we Władysławowie poświęcone historii gier, konsol i komputerów. Otwarte zostało 6 czerwca 2019 roku. Posiada dużą liczbę aktywnych stanowisk (prawie 200), na których odwiedzający mogą zagrać w gry stworzone od lat 70. aż do początków XXI w.

## Ekspozycja

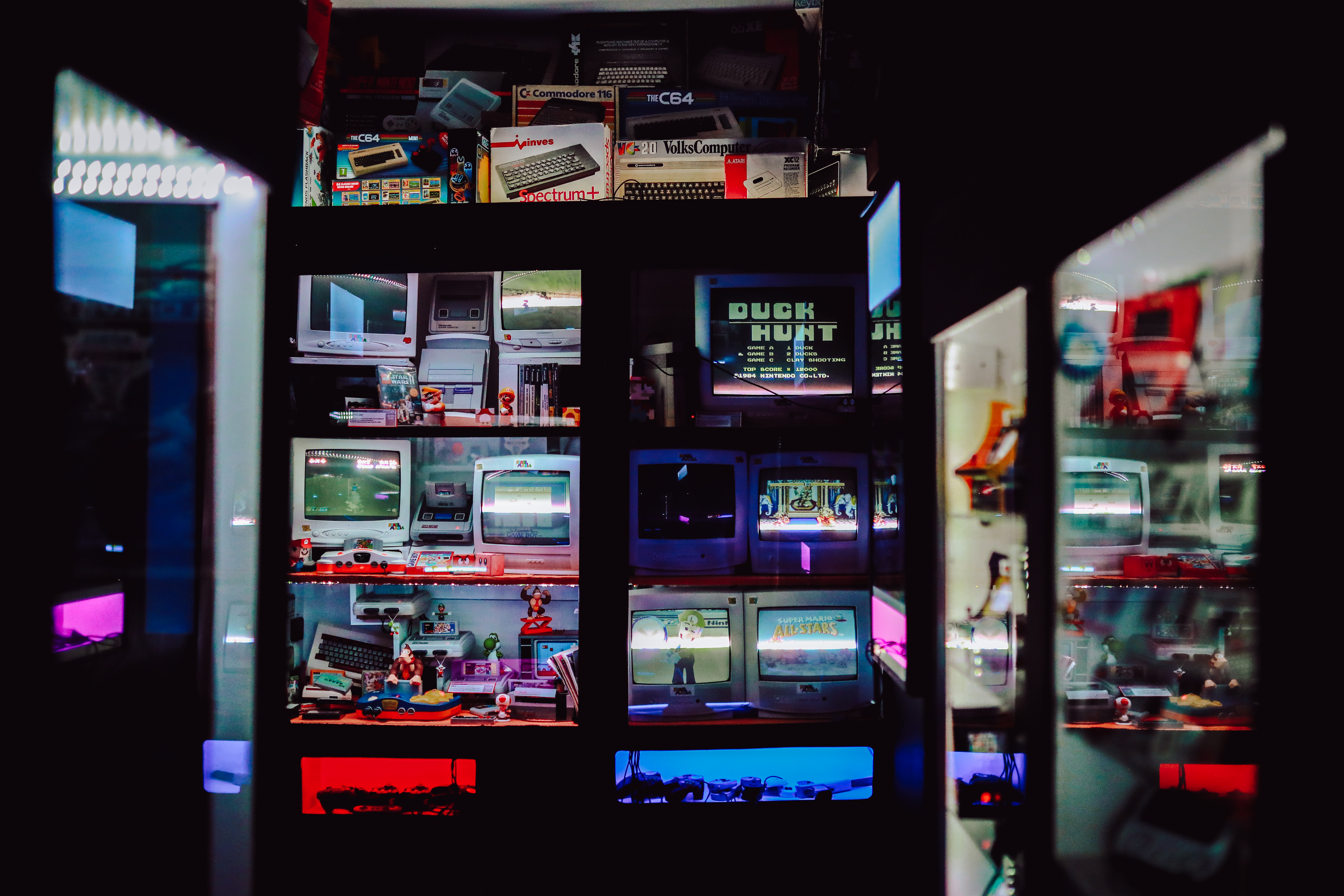
Konsole Nintendo

Ekspozycja jest podzielona na dwie strefy. W pierwszej znajduje się blisko 70 automatów arcade, w drugiej ponad 500 konsol i komputerów. Oprócz popularnych w Polsce mikrokomputerów ZX Spectrum, Commodore, Atari, Amiga czy konsol Pegasus w muzeum można zobaczyć między innymi eksponaty wyjątkowe, takie jak np. pierwszą konsolę domową Magnavox Odyssey czy oryginalną polską konstrukcję Cobra 1. 
Atrakcją jest popularny w Polsce w latach 80. i 90., w pełni odrestaurowany salon gier w barakowozie (tzw. wozie Drzymały).

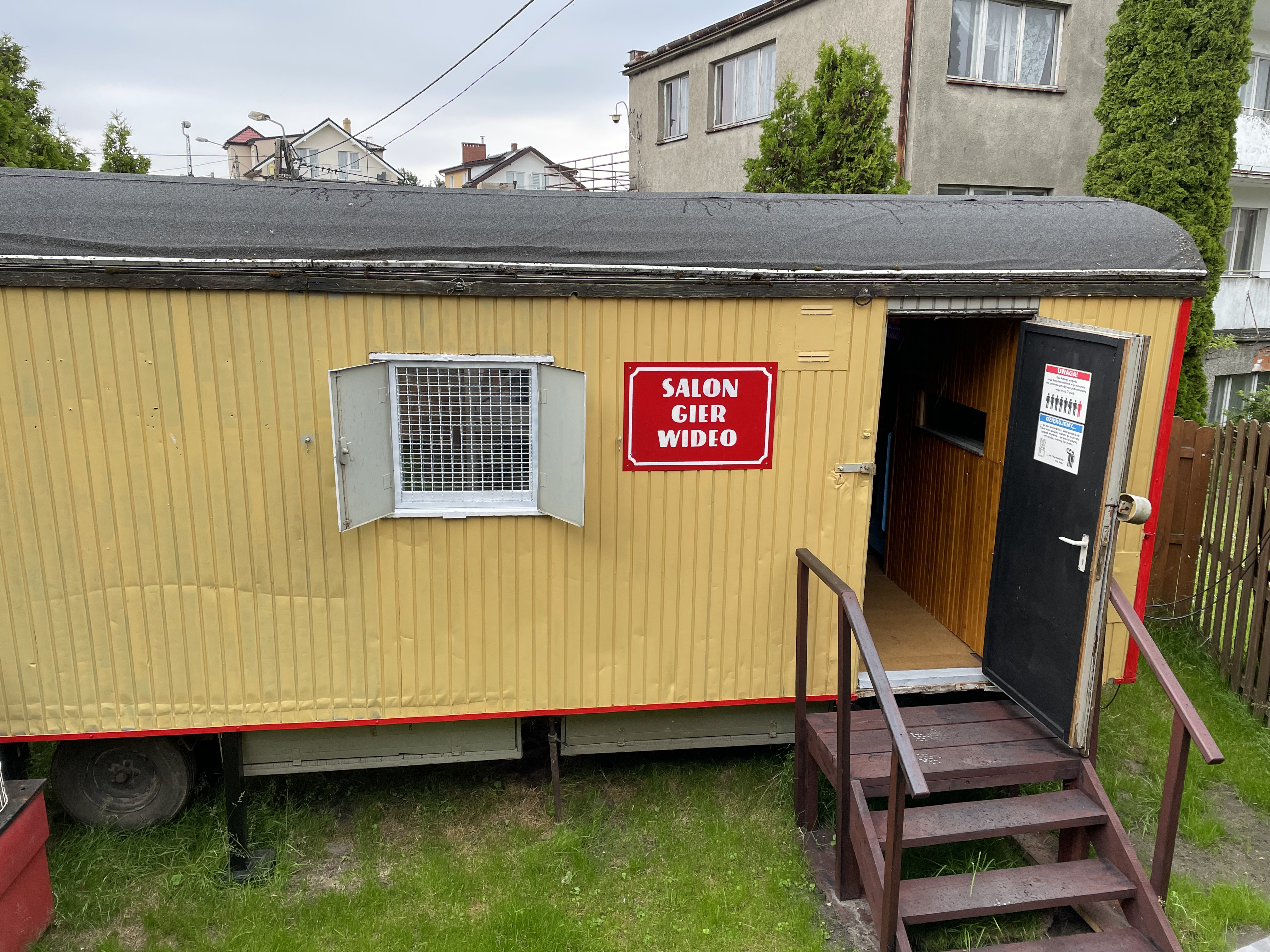
Salon gier wideo z lat 80/90

## Dodatkowe akcje muzeum

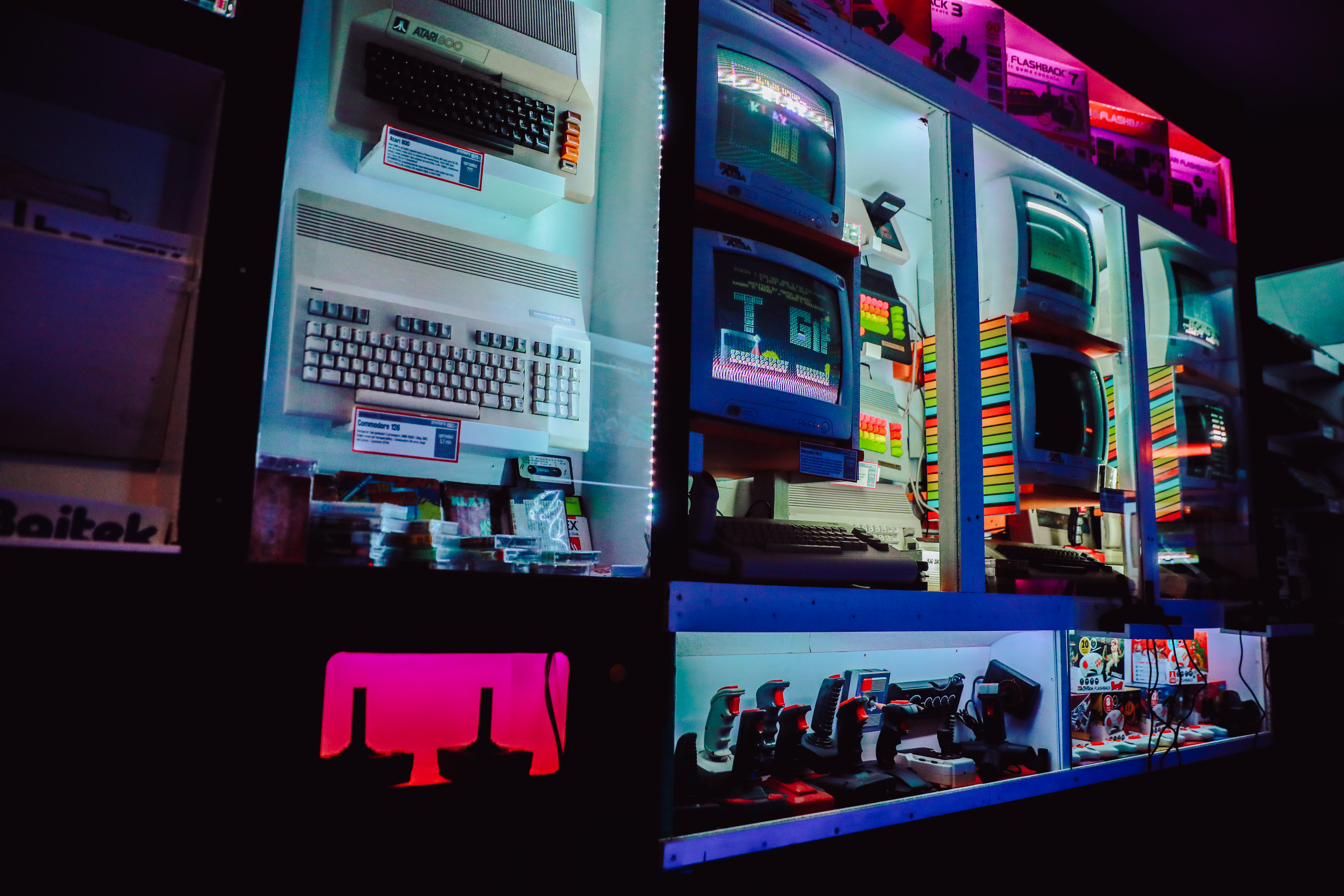
Mikrokomputery Atari i Commodore

Od 2019 roku muzeum prowadzi akcję pt: „Przekaż niepotrzebne retro komputery do muzeum”. Głównym celem apelu jest ocalenie przed wyrzuceniem na śmieci niepotrzebnych nikomu różnych retro sprzętów komputerowych. W ten sposób do muzeum trafiły m.in. unikalne zestawy komputerowe Robotron produkowane w byłej NRD czy polskie konsole TVG-10 w wersjach Elwro i Ameprod.
Okazjonalnie muzeum organizuje edukacyjne akcje, aby przybliżyć historię gier wideo, konsol i komputerów. Przynajmniej raz w roku w Pixel-Manii odbywa się impreza pod nazwą "Retro Weekend", podczas której pasjonaci retro komputerów mogą podzielić się wiedzą, doświadczeniem, a także zaprezentować swoje prywatne zbiory odwiedzającym.